# آخر أيام الأرض (فلم)
آخر أيام الأرض فيلم صوتي درامي من تأليف وإخراج خالد المهدي وبطولة حنان ترك وخالد صالح وهاني عادل وخالد النبوي وعمرو القاضي.

## قصة الفيلم
تدور أحداث الفيلم عن التصور الإسلامي لنهاية العالم، حيث يروي قصة 40 يوما من عمر البشرية تحفل بالأحداث المصيرية وفي مقدمتها المعركة الفاصلة بين معسكر الشر ممثلا في شخص المسيخ الدجال وجيشه؛ وبين قوى الخير ممثلة في البقية الباقية من المؤمنين، وهي المعركة التي تنتهى بالمجئ الثاني للسيد المسيح وهبوطه إلى الأرض.
ويحكي أول مشهد من الفيلم محاولة صلب السيد المسيح عيسى بن مريم والذي صلب مكانه يهوذا الإسخريوطي، ثم يأتي مشهد في عصر النبي محمد يحكي قصة تميم الداري ومقابلته للجساسة والمسيح الدجال في جزيرة في عرض البحر، ثم يأتي مشهد أخر يخبر بحدوث علامات الساعة الصغرى، وحدوث حرب عالمية ثالثة تنتهي بانتصار المسلمين، ثم يأتي 3 سنوات عجاف ينتشر الجوع والعطش فيهم، ثم يخرج المسيح الدجال ليمسح الأرض بكفره خلال 40 يوما ليكون أكبر فتنة تشهدها الأرض ويفتن به الناس ويعبدوه ويتبعه اليهود ويكونوا جيشا قوامه سبعون ألفا منهم، ويحاربهم المسلمين تحت راية قائدهم المهدي المنتظر منطلقين من مكة والمدينة وهما المدينتان المحرمتين على الدجال دخولهم حيث يحرسهم الملائكة، إلى أن يتحارب الطرفين في القدس وينزل السيد المسيح عيسى بن مريم من السماء فيقتل الدجال ويقتل المسلمون الكفار واليهود إلى أن ينطق الحجر والشجر ويخبروا عن وجود اليهود ورائهم فيقتلوهم، وينتهي الشر من على وجه الأرض ويقوم عيسى بن مريم في أمة محمد حكما عادلا وينتشر الخير في الأرض.

## وصلات خارجية
- آخر أيام الأرض على موقع IMDb (الإنجليزية)
- آخر أيام الأرض على موقع قاعدة بيانات الأفلام العربية

- الفنانة حنان ترك تعود لجمهورها في: أخر أيام الأرض، النور
- برومو الفيلم على يوتيوب
- كليب أغنية قلب فارس على يوتيوب
- حنان ترك في أخر أيام الأرض، جريدة الوسط، 2 يونيو 2008
- أنت البطل الحقيقي للعمل - كتبه: دعاء أبو الضياء